# Anemometer

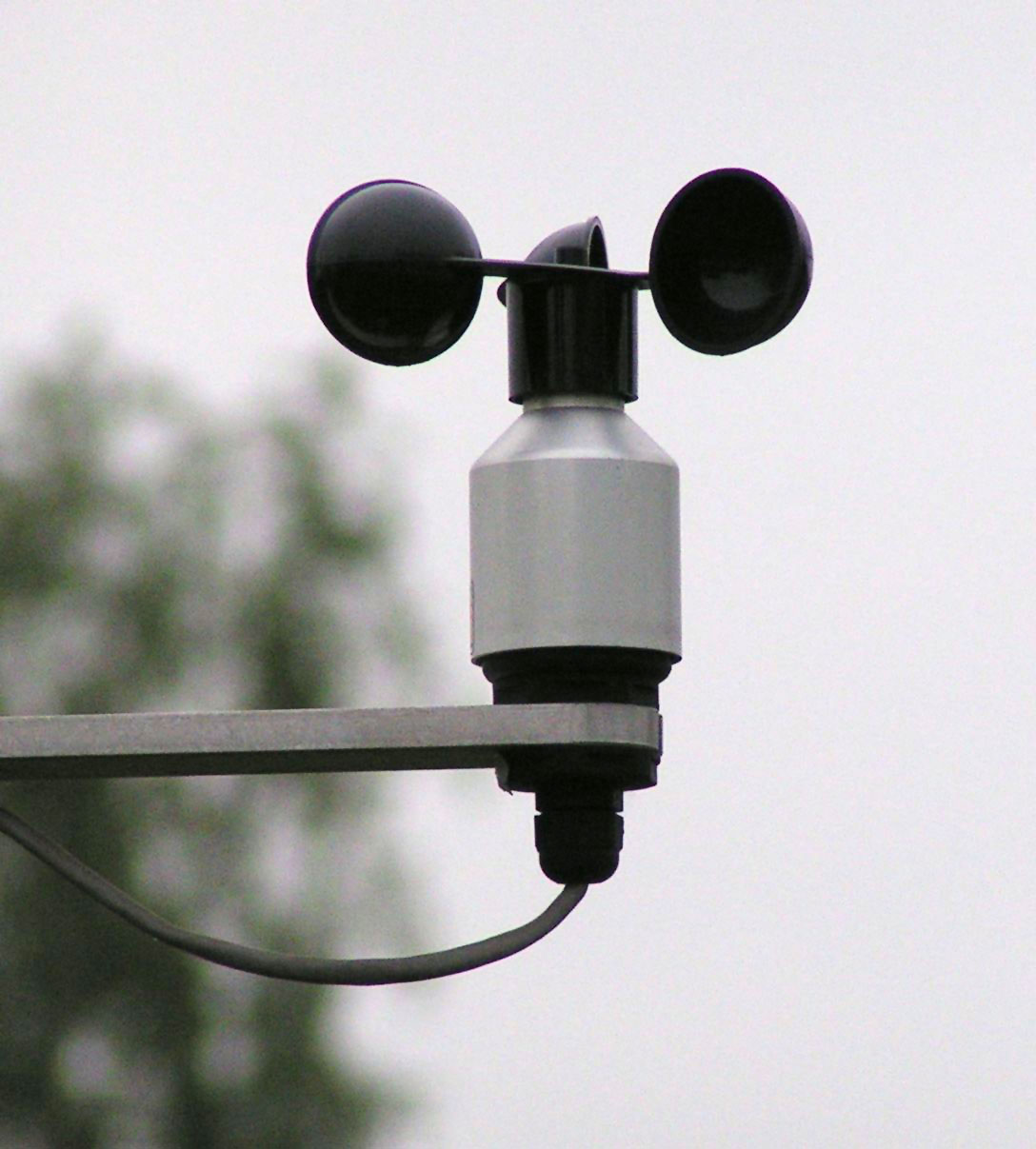
Anemometer

Een anemometer of windmeter is een meetinstrument dat de windsnelheid kan meten. De naam anemometer komt van het Griekse woord anemos, dat wind betekent.

## Soorten

### Molentje met halve bollen
Dit instrument werd in 1846 geïntroduceerd door de Ierse astronoom Thomas Romney Robinson (1792-1882). Het is een ronddraaiend molentje met drie, vier of vijf halve bollen (cups) die met stangetjes aan een draaibare as zijn bevestigd. De as staat verticaal en het instrument werkt dan ook bij elke windrichting. De halve bollen zijn van binnen hol. De wind oefent op de holle zijde meer kracht uit dan op de bolle zijde, waardoor het molentje in beweging komt. De beweging van de draaiende bollen wordt via de as omgezet met een dynamo in een elektrisch spanningssignaal. De grootte van dit signaal is een maat voor de windsnelheid. Deze kan dan op een display of computerscherm worden afgelezen.

### Schoepenrad
Een andere vorm van een anemometer wordt gebruikt om de luchtsnelheid in kanalen (mijngangen, airconditioning) of gebouwen te meten. Bij dit type heeft het molentje wieken in vleugelvorm of een wieltje met schoepen. De as ligt evenwijdig met de richting van de wind. Weer zet een gekoppelde dynamo de beweging om in elektrische spanning.

### Ultrasone anemometer
Deze bewegingloze opnemer berust op het principe dat de voortplantingssnelheid van geluid verandert met de windsnelheid. Tevens is de windrichting af te leiden en kunnen windstoten en pieken gemeten worden.

### Thermische anemometers
Deze bestaat uit twee verwarmde Pt100-meetsensoren, die onderling constant in temperatuur verschillen. Door de langsstromende lucht koelen de sensoren af. De elektrische stroom die nodig is om het temperatuurverschil te onderhouden wordt gemeten en is een maat voor de luchtsnelheid. 
Dit type is vergelijkbaar met de klassieke hot wire anemometer, waarbij de afkoeling een maat is voor de stroomsnelheid van de wind. De afkoeling beïnvloedt een temperatuurgevoelige weerstand (bijvoorbeeld NTC) in een schakeling, zodat de windsnelheid wordt omgezet in een spannings en/of stroomverschil.

### Laser-Doppler-anemometers
Lichtverstrooiing door deeltjes in de stromende lucht kan ook gebruikt worden als maat voor de windsnelheid. Terugkerend licht heeft tweemaal een dopplereffect ondergaan, waaruit de snelheid kan worden gevonden.